# Akt stanu cywilnego
Akt stanu cywilnego – pojedynczy wpis w księdze stanu cywilnego (od 1 marca 2015 r. rejestracja stanu cywilnego odbywa się za pośrednictwem rejestru stanu cywilnego; dotychczas sporządzone akty podlegają przeniesieniu do tego rejestru), który rejestruje stan cywilny osoby poprzez urzędowe odnotowanie określonych zdarzeń. W prawie polskim istnieją trzy rodzaje takich aktów: akt urodzenia, akt małżeństwa i akt zgonu. Akty stanu cywilnego stanowią wyłączny dowód zdarzeń w nich stwierdzonych. Oznacza to, że stan cywilny dowolnej osoby można stwierdzić tylko na podstawie takich aktów, a ich niezgodność z prawdą może być udowodniona jedynie w postępowaniu sądowym (art. 3 Prawa o aktach stanu cywilnego).
Za akt stanu cywilnego często mylnie uważa się jego odpis – akty w ramach księgi posiada USC, pozostałe podmioty mogą otrzymać tylko odpis. Ponadto, współcześnie nie są też aktami stanu cywilnego akta metrykalne parafii.

## Sporządzenie aktu
Sporządzenia omawianych aktów dokonuje kierownik urzędu stanu cywilnego (USC), właściwy (co do zasady) według miejsca rejestrowanego zdarzenia, przy czym małżonkowie mogą wybrać USC. W przypadku wyznaniowej formy zawarcia małżeństwa (tzw. ślub konkordatowy) jest to urząd stanu cywilnego, pod który podlega miejsce przeprowadzenia ślubu.
Zdarzenie, które zaszło za granicą i dotyczy obywatela polskiego, może (oprócz zagranicznego urzędu) zostać zgłoszone także polskiemu konsulowi. Konsul przekazuje taką informację do Polski, a akt stanu cywilnego zostaje sporządzony w USC Warszawa-Śródmieście. Zdarzenia zgłoszone obcemu urzędowi stanu cywilnego również mogą być później umiejscowione w polskich urzędach. Dotyczy to zwłaszcza przypadków małżeństw zawieranych za granicą, kiedy jedno z małżonków jest obywatelem polskim, lub urodzenie za granicą dziecka obywatela polskiego, przebywającego tam na stałe. W razie przyjazdu do Polski akt taki umiejscawia się w USC właściwym terytorialnie dla polskiego miejsca zameldowania osoby w nim wymienionej.
W wyniku zgłoszenia przez uprawnioną osobę sporządza się właściwy akt albo wydaje się decyzję o odmowie dokonania takiej czynności, dzięki czemu można złożyć od niej odwołanie do wojewody. W przypadku małżeństwa zamiast decyzji jest zwykła odmowa, od której przysługuje wniosek do sądu rejonowego o rozstrzygnięcie zasadności przesłanek uniemożliwiających małżeństwo.
Akty stanu cywilnego sporządza się oddzielnie dla każdego rodzaju aktu. W praktyce oznacza to, że dla dziecka, które urodziło się żywe, lecz wkrótce zmarło, sporządza się dwa osobne akty (urodzenia i zgonu). Natomiast dla dziecka, które urodziło się martwe sporządza się tylko akt urodzenia z uwagą, że urodziło się martwe.

## Zmiana treści aktu
Treść aktów stanu cywilnego, zapisana na kartach księgi stanu cywilnego, tylko w wyjątkowych sytuacjach może ulec zmianie. Wzmianka dodatkowa informuje o wystąpieniu zdarzenia wpływającego na treść lub ważność pierwotnego aktu (np. orzeczenie o zaprzeczeniu ojcostwa). Przypisek informuje o pozostałych rodzajach aktów stanu cywilnego dotyczących tej samej osoby (przede wszystkim w akcie urodzenia dodaje się sygnaturę aktu małżeństwa i zgonu). Unieważnienie aktu stanu cywilnego może nastąpić orzeczeniem sądu (niezgodność z prawdą, niewiarygodność) lub decyzją właściwego wojewody (zduplikowane akty). Sprostowanie redakcji aktu albo ustalenie treści aktu (w razie jego unieważnienia lub niemożności rejestracji we właściwym trybie) dokonuje sąd – wyjątkiem są oczywiste błędy pisarskie, które prostuje w drodze decyzji administracyjnej kierownik USC. Odtworzenie aktu następuje przed USC w razie zaginięcia lub zniszczenia (całości lub części) księgi stanu cywilnego, w której znajdował się akt; odtwarza się go na podstawie zachowanych odpisów. Natomiast uzupełnienie aktu następuje wtedy, gdy nie zawiera on wszystkich wymaganych prawem danych (np. dane ojca dziecka).

## Podstawa prawna
- ustawa z dnia 28 listopada 2014 r. Prawo o aktach stanu cywilnego (Dz.U. z 2025 r. poz. 594) (obowiązuje od 1 marca 2015)
- rozporządzenie Ministra Cyfryzacji z dnia 18 kwietnia 2020 r. w sprawie wzorów dokumentów wydawanych z zakresu rejestracji stanu cywilnego (Dz.U. z 2020 r. poz. 698)
- poprzednio rejestrację stanu cywilnego w Polsce regulowały: dekret z dnia 25 września 1945 r. – Prawo o aktach stanu cywilnego (Dz.U. z 1945 r. nr 48, poz. 272, z późn. zm.), dekret z dnia 8 czerwca 1955 r. Prawo o aktach stanu cywilnego (Dz.U. z 1955 r. nr 25, poz. 151, z późn. zm.) oraz ustawa z dnia 29 września 1986 r. – Prawo o aktach stanu cywilnego (Dz.U. z 2011 r. nr 212, poz. 1264, z późn. zm.)